# Alphonse Lefebvre
Alphonse François Lefebvre (Bastenaken, 1 juli 1867 - Brussel, 1 december 1925) was een Belgisch volksvertegenwoordiger en burgemeester.

## Levensloop
Lefebvre promoveerde tot doctor in de veeartsenijkunde.
In 1907 werd hij gemeenteraadslid en in 1911 burgemeester van Bastenaken.
In 1925 werd hij verkozen tot katholiek volksvertegenwoordiger voor het arrondissement Bastenaken, maar hij overleed enkele maanden later.